# لیم لوبانی
لیم لوبانی (به انگلیسی Leem Lubany) بازیگر فلسطینی تبار است که برای بازی در فیلم عمر (۲۰۱۳) به شهرت رسید؛ این فیلم نامزد بهترین فیلم خارجی در جشنواره اسکار بود.
لوبانی پیش از بازی در این نقش هیج تجربه بازیگری یا شرکت در کلاس‌های بازیگری را نداشت.
او در سال ۲۰۱۴ در فیلم الف تا ب به کارگردانی علی مصتفا بازی کرد.
از فیلم‌های معروف او می‌توان به بازی در فیلم شهر را بلرزان اشاره کرد.